# Ceratozamia
Ceratozamia és un gènere de gimnospermes de la divisió Cycadophyta, família Zamiaceae. Està distribuït al Nou Món i conté 26 espècies actuals i una o dues espècies fòssils. La majoria de les espècies són endèmiques de zones muntanyenques de Mèxic, mentre unes poques ho són de Guatemala, Hondures i Belize.
Gairebé totes les espècies es consideren en perill de desaparició.
El nom del gènere prové del grec ceras, que significa 'banya' per la forma del seu esporofil·le.

## Classificació
El gènere té 26 espècies conegudes:
- Ceratozamia alvarezii Pérez-Farr., Vovides & Iglesias
- Ceratozamia becerrae Pérez-Farr., Vovides & Schutzman
- Ceratozamia brevifrons Miq.
- Ceratozamia chimalapensis Pérez-Farr. & Vovides
- Ceratozamia decumbens Vovides, S.Avendaño, Pérez-Farr. & González-Astorga
- Ceratozamia euryphyllidia Vázq. Torres, Sabato & D.W. Stev.
- Ceratozamia fuscoviridis D. Moore
- Ceratozamia hildae G.P. Landry & M.C. Wilson
- Ceratozamia hondurensis J.L. Haynes, Whitelock, Schutzman & R.S. Adams
- Ceratozamia huastecorum S. Avendaño, Vovides & Cast.-Campos
- Ceratozamia kuesteriana Regel
- Ceratozamia latifolia Miq.
- Ceratozamia matudae Lundell
- Ceratozamia mexicana Brongn.
- Ceratozamia microstrobila Vovides & J.D. Rees
- Ceratozamia miqueliana H. Wendl.
- Ceratozamia mirandae Vovides, Pérez-Farr. & Iglesias
- Ceratozamia mixeorum Chemnick, T.J. Greg. & S. Salas-Mor.
- Ceratozamia morettii Vázq. Torres & Vovides
- Ceratozamia norstogii D.W. Stev.
- Ceratozamia robusta Miq.
- Ceratozamia sabatoi Vovides, Vázq. Torres, Schutzman & Iglesias
- Ceratozamia vovidesii Pérez-Farr. & Iglesias
- Ceratozamia whitelockiana Chemnick & T.J. Greg.
- Ceratozamia zaragozae Medellin-Leal
- Ceratozamia zoquorum Pérez-Farr., Vovides & Iglesias

Hi ha descrites dues espècies fòssils, Ceratozamia hofmannii i Ceratozamia wrightii, C. wrightii es va trobar a dipòsits de l'Eocè d'Alaska (illa Kupreanof). Això suggereix que durant el Terciari hi havia un clima subtropical en les zones del nord.